# Alina (Kurzfilm)
Alina ist ein Kurzfilm von Rami Kodeih, der im Oktober 2019 beim Cambridge Film Festival seine Premiere feierte.

## Handlung
Zur Zeit des Zweiten Weltkriegs, als die Nazis im Warschauer Ghetto damit beginnen, Kinder von ihren Eltern zu trennen, riskieren die jüdischen Freundinnen Rachela, Sonia und Nelly viel, um das drei Monate alte Baby ihrer Freundin hinter die feindlichen Linien in Sicherheit zu bringen.

## Produktion

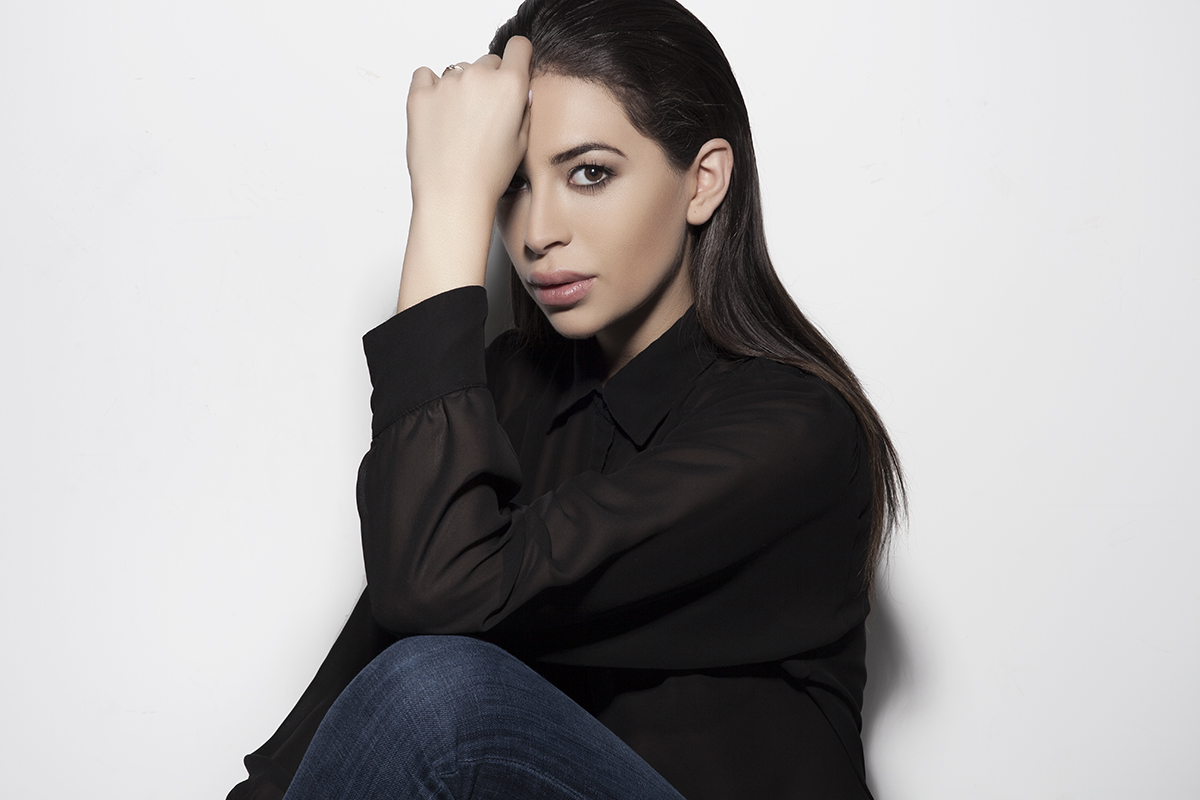
Erika Soto spielt die Jüdin Sonia

Das Drehbuch schrieb Nora Mariana Salim. Die Geschichte wurde von wahren Ereignissen inspiriert, als Frauen während des Holocaust jüdische Kinder in Sicherheit gebracht haben. Der Film ist auch eine Hommage an die Mutter der Drehbuchautorin. Regie führte der in Beirut geborene, vielfach für seine Kurz- und Dokumentarkurzfilme ausgezeichnete Rami Kodeih.
Eine erste Vorstellung erfolgte im Oktober 2019 beim Cambridge Film Festival.

## Auszeichnungen
Der Film erhielt insgesamt rund 100 Auszeichnungen und viele weitere Nominierungen. Im Folgenden eine kleine Auswahl. 
Cambridge Film Festival 2019
- Auszeichnung mit dem Crystal Punt[4]

Los Angeles Independent Film Festival Awards 2020
- Auszeichnung mit dem Jury Award - Best Drama Short (Nora Mariana Salim und Rami Kodeih)
- Auszeichnung für die Beste Regie (Rami Kodeih)